# Юкон (річка)
64°3′45″ пн. ш. 139°25′50″ зх. д. / 64.06250° пн. ш. 139.43056° зх. д.
Ю́кон (англ. Yukon River) — річка у Північній Америці. Протікає територією Юкон у Канаді та територією штату Аляска у США.
Слово Юкон мовою індіанського племені гвічин означає «Річка білої води».

## Загальні дані
Довжина Юкону — 3 190 км, площа річкового басейну — 855 000 км² (існує доволі значна розбіжність у даних через різні підходи до встановлення витоків Юкону).
Пересічна витрата води в гирлі — 6 500 м³/с.
Живлення — снігове.
Під час повені (травень — червень) рівень води здіймається на 15-20 м.

## Географія протікання

Супутниковий знімок дельти Юкону, 2017 рік

Юкон бере початок на північних схилах Берегового хребта у Кордильєрах. Тече територією Юкон у північно-західному напрямку до кордону з Аляскою (США), яку перетинає зі сходу на захід, поділяючи штат приблизно порівну.
Впадає у затоку Нортон Берингового моря, утворюючи велику дельту.
Від верхів'їв Юкон протікає через Вайтгорс, Кармакс і місто Доусон-Сіті на канадській території. Далі тече територією США через Ігл, Серкл, Форт-Юкон, Стівенс-Вілледж, Танана, Рубі, Галіна, Нулато, Калтаг, Грейлінг, Парадайз-Хілл, Холі-Кросс, Рашен-Мішн, Маршалл, Пайлот-Стейшн і Маунтін-Вілледж.
У дельті розташовані містечка Котлік, Еммонак, Алаканук, Нунам-Іква.
Основні притоки:
- Праві: Тііслін, Біг Селмон, Літл Селмон, Пеллі, Стюарт, Клондайк, Поркьюпайн, Надвізік, Тозітна, Мілозітна, Чандалар, Коюкук, Нулато, Атчуілінгук, Андріївський Рівер.
- Ліві: Уайт, Чарлі, Берч, Бівер, Танана, Йюкі, Новітні, Інноко, Реіндір.

## Використання
Юкон судноплавний на 3 200 км від гирла.
Поширене рибальство. Річка Юкон відома «золотою лихоманкою» початку XX століття на Клондайку — освоєнням золотих родовищ, відкритих у басейні річки та її притоки Клондайк у 1896 році.

### Українською
- Атлас. 7 клас. Географія материків і океанів / Укладачі О. Я. Скуратович, Н. І. Чанцева. — К. : ДНВП «Картографія», 2014.

### Російською
- (рос.) Физико-географический атлас мира. — М. : Академия наук СССР и Главное управление геодезии и картографии ГГК СССР, 1964. — 298 с.